# 萨里娜·博尔登
萨里娜·伊莎贝尔·卡尔波·博尔登（英語：Sarina Isabel Calpo Bolden；1996年6月30日—），菲律宾和美国女子职业足球运动员，司职前锋，目前效力于科莫女子足球俱乐部和菲律宾国家女子足球队。她曾代表菲律宾参加2022年亚足联女子亚洲杯和2023年国际足联女子世界杯等多场国际赛事。